# Aritmogena kardiomiopatija
Aritmogena kardiomiopatija (displazija AKM) primarno je oboljenje miokarda pri čemu je normalno tkivo miokarda zamenjeno fibromasnim, tokom procesa masne transformacije. Obično zahvata desnu srčanu komoru i mnogo je opasnija, jer može uzrokovati fatalne srčane aritmije tokom vežbanja. Ovo nasledno oboljenje čija prevalencija iznosi 1/1.000-1/5.000, klinički se ispoljava neishemijskom ventrikularnom aritmijom poreklom iz desne komore (DK).
Simptomi bolesti su različiti, ali se najčešće manifestuju kao palpitacije, presinkopa i sinkopa, a neretko je iznenadna srčana smrt je prvi znak bolesti, uglavnom kod mladih ljudi i sportista.
Postavljanje dijagnoze aritmogene kardiomiopatije (displazije) može biti veoma teško usled elektrokardiografskih specifičnosti, različite etiologije potencijalnih ventrikularnih aritmija s morfologijom bloka leve grane, procene funkcije i strukture desne komore, kao i tumačenja nalaza endomiokardnih biopsija. Za postavljanje dijagnoze aritmogene kardiomiopatije desne komore koriste se brojni klinički testovi: elektrokardiogram, ehokardiografija, perfuziona scintigrafija srca, nuklearna magnetna rezonancija, ventrikulografija, biopsija miokarda i genetski testovi.
U terapiji aritmogene kardiomiopatije (displazije) koriste se beta blokatori, antiaritmijski lekovi, kateter ablacija i implantabilni kardioverter defibrilator, kao najefikasniji u sprečavanju iznenadne srčane smrti.
Skrining pre aktivnog bavljenja sportom pokazao se kao efikasan u otkrivanju asimptomatskih pacijenata, čime je opao broj iznenadnih smrti kod mladih sportista.

## Istorija
Aritmogenu kardiomiopatije je prvi put opisao Giovani Maria Lancisi  1736. godine u svojoj knjizi De Motu Cordis et Aneurysmatibus kao porodično oboljenje koje se ponovilo u četiri generacije, a manifestovalo se palpitacijama, srčanom slabošću, dilatacijom i aneurizmom desne komore s iznenadnom smrću.
Nakon opisa Giovani Maria Lancisi  bilo je potrebno više od dva veka da bi Markus i saradnici 1982. godine opisali patološki supstrat tog oboljenja.
Autozomno dominantni obrazac nasleđivanja promenljive penetracije prvi su opisali Nava i saradnici 1987. godine, a prvi genski lokus (ARVD 1) otkrili su Rampazzo i saradnici 1994. godine na hromozomu 14q23.
Svetska zdravstvena organizacija je aritmogenu kardiomiopatiju dene komore ( akronim ARVC/D) svrstala u kategoriju kardiomiopatija 1995. godine.

## Epidemiologija
Morbiditet/mortalitet
Kako se mnogi slučajevi aritmogene kardiomiopatije otkriju tek tokom obdukcije njenu tačnu prevalenciju je teško utvrditi. Na osnovu većina izveštajakoji potiču iz Sjedinjenih Američkih Država i Evrope njena procenjena prevalneca iznosi 1/1.000 – 1/5.000.
Polne razlike
Oboleli od aritmogene kardiomiopatije pretežno su muškarci, sa muško : ženskim odnosom 2,7 : 1.
Starost
Prosečno doba nastanka prvih simptoma aritmogene kardiomiopatije su kasne dvadesete i rane tridesete godine života. Bolest obično nastaje posle puberteta, mada je bolest opisana i kod osoba svih uzrasta.

## Etiologija
Uzrok aritmogene kardiomiopatije je nepoznat. Javlja se kod otprilike 1 od 5.000 ljudi. Iako se javlja kod onih bez porodične istorije, češča je kod bolesnika sa porodičnom istorijom. Porodična istorija aritmogene kardiomiopatije prisutna je u najmanje 30% do 50% slučajeva. 
Zbog toga se preporučuje da se kod obolelih svi članovi porodice prvog i drugog stepena (roditelji, braća i sestre, deca, unuci, ujak, tetka, nećak, nećaka) pažljivo procene na ovaj oblik kardiomiopatije, čak i u odsustvu simptoma.

## Patofiziologija
Patofiziologiju aritmogene kardiomiopatije desne komore karakteriše progresivna zamena normalnog tkiva srčanog mišiča (miokarda) desne komore fibromasnim tkivom. Prednji infundibulum, vrh i dijafragmalni zid desne komore predilekciona su mesta transformacije tkiva, a poznata su pod nazivom „trougao displazije”.  Ova displazija može prouzrokovati dilataciju ili aneurizmu desne komore s pratećim paradoksnim pokretima. 
Za razliku od desne komore, leva komora i septum obično su pošteđeni fibromasne transformacije, ali mogu biti obuhvaćeni u slučajevima obimnog zahvatanja. 
Promene na sprovodnom sistemu srca ometaju unutarkomorsko provođenje električnog impulsa što dovodi do:
- kasnih potencijala,
- epsilon talasa,
- bloka desne grane,
- nastanka fenomena reentri koji izaziva ventrikularne aritmije.[12]

Karakterističan elektrokardiografski nalaz (EKG) i aritmije nastaju usled disperzije miocita koji podstiču tahikardnu aktivnost kako displazija napreduje.

### Obliici fibromasne zamene
Postoje dva oblika fibromasne zamene:
- Fibrolipomatozi tip 1, koji se opisuje i kao tipična bolest aritmogene kardiomiopatije u kome je predominantan nalaz masna zamena normalnog tkiva malom količinom fibroznog tkiva koje okružuje preostale „preživele” miokardne ćelije.

- Fibrolipomatozi tip 2, koja više odgovara opisu kardiomiopatije. Kod ovog tipa znatno je veća količina fibroznog tkiva nego masnog.[13]

## Genetika
Aritmogene kardiomiopatije je genetsko oboljenje u oko 50% slučajeva. Osnovni model nasleđivanja je autozomno dominantni s nepotpunom penetracijom, mada postoji i autozomno recesivni tip nasleđivanja koji se manifestuje kao Naxos oboljenje, a koji pored aritmogene kardiomiopatije karakteriše palmoplantarna keratoza i ućebana kosa. Upravo je taj recesivni model nasleđivanja pomogao u mapiranju gena odgovornih za aritmogene kardiomiopatije.
Nakon što je istraživanjima ustanovljeno da epidermalne ćelije i miociti imaju sličan mehanički junkcioni aparat kao što su, recimo, dezmozomi i fascia adherens, došlo se do otkrića da gen koji kodira protein koji učestvuje u međućelijskom povezivanju odgovoran za nastanak aritmogene kardiomiopatije.
| Vrsta    | OMIM                                                     | Gen    | Lokacija     | Izvori               |
| -------- | -------------------------------------------------------- | ------ | ------------ | -------------------- |
| ARVD1lpl | Online Mendelovsko nasleđivanje kod čoveka (OMIM) 107970 | TGFB3  | 14q23-q24    | [ 18 ]               |
| ARVD2    | Online Mendelovsko nasleđivanje kod čoveka (OMIM) 600996 | RYR2   | 1q42-q43     | [ 19 ]               |
| ARVD3    | Online Mendelovsko nasleđivanje kod čoveka (OMIM) 602086 | ?      | 14q12-q22    | [ 20 ]               |
| ARVD4    | Online Mendelovsko nasleđivanje kod čoveka (OMIM) 602087 | ?      | 2q32.1-q32.3 | [ 21 ]               |
| ARVD5    | Online Mendelovsko nasleđivanje kod čoveka (OMIM) 604400 | TMEM43 | 3p23         | [ 22 ] [ 23 ]        |
| ARVD6    | Online Mendelovsko nasleđivanje kod čoveka (OMIM) 604401 | ?      | 10p14-p12    | [ 24 ]               |
| ARVD7    | Online Mendelovsko nasleđivanje kod čoveka (OMIM) 609160 | DES    | 10q22.3      | [ 25 ] [ 26 ]        |
| ARVD8    | Online Mendelovsko nasleđivanje kod čoveka (OMIM) 607450 | DSP    | 6p24         | [ 27 ]               |
| ARVD9    | Online Mendelovsko nasleđivanje kod čoveka (OMIM) 609040 | PKP2   | 12p11        | [ 28 ]               |
| ARVD10   | Online Mendelovsko nasleđivanje kod čoveka (OMIM) 610193 | DSG2   | 18q12.1-q12  | [ 29 ] [ 30 ] [ 31 ] |
| ARVD11   | Online Mendelovsko nasleđivanje kod čoveka (OMIM) 610476 | DSC2   | 18q12.1      | [ 32 ] [ 33 ] [ 34 ] |
| ARVD12   | Online Mendelovsko nasleđivanje kod čoveka (OMIM) 611528 | JUP    | 17q21        | [ 35 ] [ 36 ]        |
|          |                                                          | ILK    | 11p15.4      | [ 37 ]               |
|          |                                                          | LMNA   |              | [ 38 ]               |

Napredovanjem molekularne genetike, utvrđeno je da je aritmogene kardiomiopatije dezmozomalna bolest koja nastaje nakon defekata proteina ćelijske adhezije kao što su plakoglobin, dezmoplakin, dezmokolin, plakofilin-2, dezmoplein-2, transmembranski protein 43.
Aritmogena kardiomiopatija se povezuje i s drugim genima koji nisu deo kompleksa ćelijske adhezije, npr. oni koji kodiraju srčani rijanodin receptor (RYR2) koji je odgovoran za oslobađanje kalcijuma iz sarkoplazmatičnog retikuluma, kao i geni za transformišući faktor rasta (TGFB3) što reguliše produkciju komponenti ekstracelularnog matriksa i menja ekspresiju gena koji kodiraju dezmozomalne proteine.
Četiri dodatna gena povezana s autozomnom dominantnom aritmogenom kardiomiopatijom mapirana su, ali nisu identifikovana.

## Klinička slika
Klinička manifestacija aritmogene kardiomiopatije zavise od toga da li je simptomatska ili asimptomatska.  Ukoliko je aritmogene kardiomiopatija asimptomatska, bolest teško se prepoznaje, osim u slučajevima kada lekar poseduje podatak o njenoj porodičnoj istoriji. 
Iako gotovo svi skrining programi sportista obuhvataju rutinski fizikalni pregled i istoriju bolesti, čak i u slučajevima koji obuhvataju EKG, lekar mora biti obazriv u pogledu nespecifičnih EKG promena koje se susreću kod aritmogene kardiomiopatije. Tipičan primer obolele osobe sa aritmogenom kardiomiopatije jeste mladi čovek koji se žali na umor, tahikardiju, palpitacije, ponekad bol u grudima, presinkopu i sinkopu. 
Vrlo često je iznenadna srčana smrt prva manifestacija aritmogene kardiomiopatije kod sportista, ali i radnika koji se bave napornim fizičkim radom. To je najbolje dokumentovano u Italiji, gde je aritmogene kardiomiopatije bila uzrok u 20% slučajeva iznenadne srčane smrti ljudi mlađih od 35 godina.

## Prevencija iznenadne srčane smrti
Kako je srčani zastoj kod aritmogene kardiomiopatije posledica udruženog delovnja različitih faktora (osnove same bolesti, provocirajućih faktora, aritmija) preventivne mere su usmere upravo na njih.  
Svaki napor koji izazove opterećenje i istezanje miokarda desne komore smatra se potencijalnim okidačem za ishemijsku bolest srca. Sportska aktivnost pet puta povećava rizik od ishemijske bolesti srca kod mladih. Stoga je kod osoba s asimptomatskom aritmogenom kardiomiopatijom od krucijalnog je značaja izbegavanje napora. U tom smislu kada se jednom postavi dijagnoza aritmogene kardiomiopatije, bolesnik se ne sme više baviti takmičarskim sportovima ili drugim intenzivnim, napornim fizičkim aktivnostima.
Skrining pre aktivnog bavljenja sportom
Skrining pre aktivnog bavljenja sportom, koji je sa sobom doneo sportske diskvalifikacije, pokazao se kao veoma efikasan u sprečavanju iznenadne srčane smrti. Na osnovu iskustva iz Italije, pre uvođenja obaveznog skrininga, stopa iznenadne srčane smrti bila je 1/28.000, a nakon uvođenja 1/250.000 godišnje, uglavnom zbog identifikacije i diskvalifikacije pacijenata sa aritmogenom kardiomiopatijom.
Najbolji način da se spreči iznenadna srčana smrt od ARVC svakako je radikalna forma koja se može postići na sledeće načine:
- Transplantacijom srca u slučajevima refraktarne srčane slabosti i/ili aritmija.
- Savremenom (zasad nepoznatom) terapijom koja bi sprečila apoptozu miocita na molekularnom nivou.[48]

## Dijagnoza
Za postavljanje dijagnoze aritmogene kardiomiopatije koriste se sledeći testovi: elektrokardiogram, ehokardiografija, perfuziona scintigrafija srca, nuklearna magnetna rezonancija, ventrikulografija, biopsija miokarda i moždani natrijuretski peptid. 
Elektrokardiogram
EKG u mirovanju u 50–90% slučajeva sa aritmogenom kardiomiopatijom, pokazaće sledeće tipične promene:
- Inverzija T-talasa V1–V4;
- Kašnjenja provođenja zbog inkompletnog ili kompletnog bloka desne grane;
- Ventrikularne ekstrasistole s blokom leve grane i negativnim ili neodređenim kompleksom QRS u II, III i aVF odvodu i pozitivnim u aVL odvodu;
- Ventrikularni postekscitacioni talasi – epsilon talas.

Ehokardiografija
Često je prvi test taj koji pokazuje karakteristične abnormalnosti za aritmogenu kardiomiopatiju iako su podaci o njegovoj preciznosti varijabilni. Normalni ehokardiografski pregled ne isključuje aritmogenu kardiomiopatiju, s obzirom na to da rane forme bolesti ne moraju biti odmah uočljive. S druge strane, ehokardiografski verifikovana regionalna ili difuzno uvećana desna komora ili njena disfunkcija kod bolesnika sa sumnjom na aritmogenu kardiomiopatiju jeste čvrst dokaz oboljenja. Međutim, pre postavljanja dijagnoze aritmogene kardiomiopatije, neophodno je isključiti druge uzroke uvećanja desne komore, kao što su šantovi, kongenitalne ili valvularne bolesti.
Perfuziona scintigrafija srca
Predstavlja alternativu ventrikulografiji i ehokardiografiji u slučajevima gde je prednju lokalizaciju i iregularnost oblika desne komore teško proceniti. Pojedini istraživači koriste tu metodu na testu opterećenja kako bi procenili kinetiku zida desne komore, a njena disfunkcija čvrsto upućuje na dijagnozu aritmogene kardiomiopatije.
Nuklearna magnetna rezonancija
Nuklearna magnetna rezonancija (NMR) smatra se zlatnim standardom za neinvazivno postavljanje dijagnoze aritmogene kardiomiopatije. NMR može detektovati masnu infiltraciju ili istanjenje infundibuluma, kao i dijafragmalni zid desne komore, koji se teško vizualizuje ehokardiografskim pregledom. Takođe, NMR se može koristiti za korelaciju morfoloških nalaza tankog zida ili aortne aneurizme s diskinetičkim segmentima desne komore putem gradijent eho pulsne sekvence. Pojedini centri kao alternativu NMR koriste specifičnu formu kompjuterizovane tomografije s elektronskim snopom, čime se postiže podjednaka vizualizacija promena kao i magnetnom rezonancijom.
Moždani natrijuretski peptid
Lučenje moždanog natrijuretskog peptida (BNP) kao odgovora na aritmogenu kardiomiopatiju predstavlja koristan dijagnostički i prognostički marker. Merenjem nivo tog peptida u kliničkim studijama u cilju razlikovanja aritmogene kardiomiopatije od drugih formi idiopatskih ventrikularnih tahikardija, utvrđeno je da je nivo tog peptida u obrnutom odnosu s ejekcionom frakcijom desne srčane komore, što se može koristiti kao potencijalni metod praćenja progresije aritmogene kardiomiopatije desne komore.
Angiografija desne komore
Pre rutinskog uvođenja ehokardiografije kao standardne procedure za postavljanje dijagnoze aritmogene kardiomiopatije, ventrikulografija je često korišćena kao pouzdan test za lokalizaciju abnormalnosti kao što su proširenja, dilatacija i disfunkcija desne komore.
Danas se, ehokardiografija pokazala kao ekvivalentna metoda ventrikulografiji u pogledu kvaliteta slika, ali i kao manje invazivna, jeftinija, dostupnija i lakša za izvođenje, što je angiografija desne komore, kao dijagnostičku metodu skoro u potpunosti potisnulo.
Biopsija miokarda
Zlatni standard u postavljanju dijagnoze aritmogene kardiomiopatije svakako je transmuralna biopsija uzoraka prilikom obdukcije ili transplantacije srca. Ubraja se u manje senzitivne dijagnostičke testove za aritmogene kardiomiopatije, ali se može primeniti kod svih pacijenata sa sumnjom na aritmogenu kardiomiopatiju.
Na osnovu predloženih histomorfometrijskih kriterijuma za evaluaciju uzoraka biopsije, za postavljanje dijagnoze aritmogene kardiomiopatije neophodno je da bude manje od 45% rezidualnih miocita, više od 40% fibroznog i tri posto masnog tkiva. Senzitivnost tih kriterijuma je 67%, a specifičnost 92%.

## Terapija
Lečenje aritmogene kardiomiopatije je kontroverzno jer obuhvata više opcija: antiaritmike, radiofrekventnu ablaciju, implantabilni kardioverter defibrilator, hirurške metode,  transplantaciju srca.

### Antiaritmici
Najveća studija sprovedena na 81 bolesniku otkrila je da je sotalol najefikasniji lek u lečenju aritmogene kardiomiopatije s uspešnošću od 68%, za razliku od amiodarona nakon koga je je uspešnost lečenja bila 26%. Zaključeno je da ukoliko je terapija sotalolom neuspešna, neophodno je razmišljati o invazivnijem načinu lečenja.

### Radiofrekventna kateter ablacija
Radiofrekventna kateter ablacija efikasna je za neke pacijente s ventrikularnom tahikardijom refraktarnom na antiaritmike.  Iako takav način lečenja može biti efektivan u kratkom periodu, sama procedura povezana je s visokom stopom ponovnog javlja- nja (kod 40% slučajeva ponovi se za tri godine), što ukazuje na to da je taj način zbrinjavanja aritmogene kardiomiopatije palijativne prirode.

### Implantabilni kardioverter defibrilator
Implantabilni kardioverter defibrilator (akronim ICD) – Uloga ICD je da konvertuje ventrikularni flater/fibrilaciju u sinusni ritam. Corrado i saradnici su tokom 48-mesečnog praćenja pacijenata s ugrađenim ICD dokazali da je 76% pacijenata bilo oslobođeno električnog šoka u slučajevima ventrikularnog flatera/fibrilacije, sa stopom preživljavanja 96% u istom periodu.
Ukoliko bismo uzeli u razmatranje da bi svaka epizoda električnog šoka bila praćena smrtnim ishodom, ICD je spasao 20% pacijenata.

### Hirurške metode
Hirurški pristup lečenju aritmogene kardiomiopatije indikuje odvajanje (disartikulaciju) desne i leve komore, čime se te komore izoluju, što sprečava širenje ventrikularne tahikardije nastale u desnoj komori na levu komoru. Taj metod praćen je brzom akutnom dekompenzacijom desne komore, koja se posle progresivno oporavlja. Međutim, taj metod je praktično napušten uvođenjem kardioverter defibrilatora.

### Transplantacija srca
Indikacije za transplantaciju desne komore još nisu definisane, za razliku od levostrane kardiomiopatije, gde su kriterijumi jasni. S obzirom na to da je desnostrana kardiomiopatija redak nalaz, nepotpuno je znanje o desnom delu srca i plućnoj hemodinamici, naročito tokom aritmogene aktivnosti.
Zasad je transplantacija srca krajnji način lečenja aritmogene kardiomiopatije u slučajevima kad postoji obostrana progresivna komorska slabost s porastom broja ventrikularnih tahikardija.

## Prognoza
Prirodni tok aritmogene kardiomiopatije prolazi kroz četiri faze:
| Faze                     | Karakteristike |
| ------------------------ | --- |
| Prva „skrivena” faza     | Obično je bez simptoma. U ovoj fazi pacijenti su u velikom riziku od iznenadne srčane smrti, naročito tokom vežbanja. Ukoliko postoje strukturne promene, one su malog obima i obično se nalaze u „trouglu” displazije. |
| Druga, „otvorena” faza   | Karakteriše se simptomatskom ventrikularnom aritmijom, i uočljivim morfološkim i funkcionalne promene desne komore. |
| Treća faza               | Odlikuje se difuznim oštećenjem desne komore, dok je leva komora očuvana. |
| Četvrta, „napredna” faza | U ovoj fazi nastaje ozbiljno, difuzno biventrikularno obuhvatanje, s fenotipskom ekspresijom koja podseća na dilatativnu kardiomiopatiju.                                                                               |

## Spoljašnje veze
|  | Molimo Vas, obratite pažnju na važno upozorenje u vezi sa temama iz oblasti medicine (zdravlja). |